# Giorgos Koudas
Giorgos Koudas (på græsk Γιώργος Κούδας, født 23. november 1946 i Thessaloniki, Grækenland) er en tidligere græsk fodboldspiller (offensiv midtbane).
Koudas tilbragte hele sin aktive karriere, fra 1963 til 1984 hos PAOK Saloniki i sin fødeby. Med klubben var han med til at vinde det græske mesterskab i 1976.
Koudas spillede desuden 43 kampe og scorede fire mål for det græske landshold. Han var en del af den græske trup til EM i 1980 i Italien. Her spillede han én af grækernes tre kampe i turneringen, hvor holdet blev slået ud efter kun at have opnået ét point i gruppespillet.